# Марзуки, Монсеф
Монсеф Марзуки (араб. المنصف المرزوقي‎, полное имя Монсеф Бен Мохаммед Эль-Бедуи Марзуки; род. 7 июля 1945, Громбалия) — тунисский политический и государственный деятель, правозащитник, писатель и врач. 12 декабря 2011 года избран первым президентом Туниса после революции в 2011 году. Занимал этот пост в течение трёх лет.

## Биография

### Образование и начало правозащитной деятельности
Монсеф Марзуки родился в городе Громбалия 7 июля 1945 года. Изучал медицину в Страсбургском университете. В 1973 году он защитил кандидатскую диссертацию по медицине и начал карьеру в университетском больничном центре (CHU), работая в области пульмонологии, эндокринологии и неврологии. В 1977 году Марзуки возглавил одну из клиник CHU.
Вернувшись на родину в 1979 году, основал Центр общественной медицины в Сусе и Африканскую сеть по предупреждению жестокого обращения с детьми, а также присоединился к тунисской Лиге за права человека. В юности он совершил поездку в Индию, где познакомился с методами ненасильственного сопротивления Махатмы Ганди. Также посетил ЮАР, где изучал опыт перехода от апартеида.

### Правозащитная деятельность и политическая карьера
С 1980 года был членом Тунисской лиги за права человека (LTDH), и в 1984 году первый раз оказался осужденным за свою статью в журнале, которую власти сочли оскорбительной. В 1986 году Марзуки оказался в суде опять, теперь за книгу с говорящим названием «Моя страна, проснись!». Тираж был конфискован, а автор был втянут в длительное судебное разбирательство.
Когда правительство силой разогнало исламистскую Партию возрождения, Марзуки осудил действия президента Бен Али и призвал его соблюдать закон. В 1993 году он стал соучредителем Национального комитета по защите узников совести, но впоследствии вышел из него, когда контроль над комитетом перебрали сторонники власти. Марзуки несколько раз был арестован по обвинению в распространении ложных слухов и сотрудничестве с запрещёнными исламистскими группами. Впоследствии он основал Национальный комитет свободы и был избран президентом Арабского комитета по правам человека (где 17 января 2011 продолжил членство в исполнительном комитете).
В середине 1999 года Марзуки был арестован на несколько дней, в ноябре 1999 года его обвинили в оскорблении власти и распространении ложной информации. Летом 2000 года под формальным предлогом Марзуки уволили из Университета Суса, работа в котором была его единственным источником дохода. В самом конце декабря 2000 года его осудили на 1 год тюремного заключения.
25 июля 2001 года Марзуки возглавил тунисскую политическую партию «Республиканский Конгресс», но уже в 2002 году «Республиканский Конгресс» был запрещен, а Монсеф Марзуки был вынужден переехать во Францию, однако он продолжил работу в партии.
В конце 2010 года в Тунисе начались массовые акции протеста, участники которых требовали отставки президента. 14 января 2011 года Зин эль-Абидин Бен Али бежал из страны. Марзуки объявил о своём возвращении в Тунис и о намерении баллотироваться на пост президента.

### Президент Тунисской Республики
В октябре 2011 года в Тунисе прошли выборы депутатов Национального учредительного собрания (НУС) — временного органа, в задачи которого входит работа над новой конституцией, выборы президента и правительства. В результате голосования победила исламистская ««Партия возрождения», получившая 89 из 217 мест. Второе место заняла левоцентристская партия «Республиканский Конгресс» — её представители получили 29 депутатских мандатов, третье место — «Народная петиция» (26 мандатов), четвёртое — партия «Ат-Такаттуль» (20 мандатов). НУС начал свою работу через месяц после выборов, которые завершились 23 октября.
12 декабря 2011 года на выборах президента кандидатуру Монсефа Марзуки поддержали 153 из 217 депутатов Национального учредительного собрания Туниса. Выборы были безальтернативными — крупнейшие фракции предварительно согласовали кандидатуру Марзуки.
14 декабря, на следующий день после вступления на должность, он назначил Хамади Джебали премьер-министром. 20 декабря Джебали представил правительство.
В 2012 году Монсеф Марзуки призвал к слиянию Туниса и Ливии.
В конце 2014 года на президентских выборах он потерпел поражение. В последний день 2014 года оставил пост президента.

## Награды
- Орден Мухамадийя (Марокко, 31.05.2014)[16]